# Droga wojewódzka nr 863
Droga wojewódzka nr 863 (DW863) – droga wojewódzka łącząca Kopki z Cieszanowem. Biegnie na linii zachód-wschód.

## Miejscowości leżące przy trasie DW863
- Kopki (DK77, DW861)
- Krzeszów nad Sanem
- Naklik (DW877)
- Bukowina
- Tarnogród (DW835)
- Wola Obszańska (DW849)
- Obsza
- Nowy Lubliniec (DW864)
- Cieszanów (DW865)

## Historia
Droga prowadzi prastarym traktem handlowym z Torunia przez Sandomierz, Krzeszów, do Lwowa i dalej na Ruś.